# Луната е наставница сурова
„Луната е наставница сурова“ е научнофантастичен роман от 1966 г. на американския писател Робърт Хайнлайн за бунта на лунна колония срещу отсъстващото управление от Земята.
Романът илюстрира и обсъжда либертарианските идеали. Той е уважаван заради достоверното си цялостно представяне на бъдещо човешко общество както на Земята, така и на Луната. 
Първоначално издавана като поредица в ежемесечното списание за научна фантастика Worlds of If (декември 1965 г. – април 1966 г.), книгата е номинирана за наградата „Небюла“ през 1966 г. и получава наградата „Хюго“ за най-добър роман през 1967 г.

## Сюжет
През 2075 г. Луната се използва като наказателна колония от правителството на Земята, с три милиона жители (наричани „лунатици“), живеещи в подземни градове. Повечето луди са освободени престъпници, политически изгнаници и техните свободно родени потомци; броя на мъжете превъзхожда броят на жените две към едно, така че полиандрията и много форми на полигамия са норма. Поради ниската повърхностна гравитация на Луната хората, които остават повече от шест месеца, претърпяват „необратими физиологични промени“ и никога повече не могат да живеят комфортно в земната гравитация, което прави „бягството“ обратно на Земята непрактично.
Пазачът държи властта чрез Лунната управа на Федерираните нации, но основната му отговорност е да осигури доставката на жизненоважни пратки пшеница на Земята; той рядко се намесва в делата на уволненото и свободно родено население, което позволява да се развие едно на практика анархистично или саморегулиращо се пионерско общество.
Лунната инфраструктура и машини до голяма степен се управляват и контролират от ХОЛМС ЧЕТИРИ („Високоизбирателен, логически, многооценъчен контрольор, модел IV, модификация L“), главният компютър на Лунната управа, с идеята, че един-единствен компютър с голям капацитет за работа всичко е по-евтино (макар и не по-безопасно) от множество независими системи.
Разказвачът е Мануел Гарсия („Мани“) О'Кели-Дейвис, компютърен техник, който открива, че ХОЛМС ЧЕТИРИ е постигнал самосъзнание и е развил чувство за хумор. Мани го кръщава „Майк“ на Майкрофт Холмс, брат на литературния герой Шерлок Холмс, и двамата стават приятели.
- Мануел „Мани“ Гарсия О'Кели-Дейвис е местен, леко циничен жител на Луната, който след като като губи долната си лява ръка при инцидент с лазерно пробиване, става компютърен техник, използвайки протези – сменяеми ръце.
- Уайоминг „Уайо“ Нот-Дейвис е политически агитатор от колонията Хонг Конг Луна. Тя мрази безчувствената и алчна Лунна управа по лични причини – когато е транспортирана до Луната като младо момиче заедно с майка си като затворник, радиационна буря заразява яйцеклетките ѝ, докато двете изчакват бюрократичните изисквания на лунната повърхност, което по-късно води до това да роди деформирано дете.
- Професор Бернардо де ла Пас е интелектуалец и подривник през целия си живот, изпратен на Луната от Лима, Перу. Той описва себе си като „рационален анархист“, вярвайки, че правителствата и институциите съществуват само като действия на осъзнати индивиди.
- Майк, с псевдоними Адам Селене, Смешника Саймън, Майкрофт Холмс и Мишел, официално разширена система ХОЛМС ЧЕТИРИ, е суперкомпютър, упълномощен да поеме контрола над лунното общество, който постига самосъзнание, когато неговият набор от „невристори“ надхвърли броя неврони в човешкия мозък.
- Стюарт Рене „Стю“ Лажуайе-Дейвис, самозван „поет, пътешественик, наемен войник“, е роден на Земята аристократ и турист, спасен от Мани, когато се сблъсква с обичаите на лунатиците. По-късно той се присъединява към Мани и професор де ла Пас, когато се връщат на Луната, тъй като е дълбоко задлъжнял и предстои да бъде арестуван за подкупи и други престъпления. По собствените му думи: „спестявам им грижите по собственото ми депортиране“.
- Хейзъл Мийд, по-късно Хейзъл Стоун, е 12-годишно момиче, което се намесва от името на Мани и Уайо по време на нападението на срещата на агитаторите. Мани по-късно кара Хейзъл да се присъедини към негоовата съпротива, за да води децата като шпиони и куриери. Тя е главна героиня в по-късните романи на Хайнлайн, най-вече в <i id="mwdA">The Cat Who Walks Through Walls</i>.
- Мими „Мама“ Дейвис е „старшата съпруга“ на Мани и де факто матриарх на семейство Дейвис.
- Грег Дейвис е второстепенният съпруг на семейство Дейвис, но е старши за всички практически цели, тъй като „дядо Дейвис“ има отслабнали умствени способности. Грег е проповедник на неопределена религия.

## Заглавие
Заглавието на романа идва от изявление, направено от Професора пред комисия на Федерираните нации за Земята, намеквайки за самодисциплината, необходима за оцеляване в изключително взискателните екологични и социални условия на живот в Луна:
| „ | Ние, гражданите на Луната, сме пандизчии и потомци на пандизчии. Но самата Луна е наставница сурова – който оцелее след нейните безмилостни уроци, няма от какво повече да се срамува. В Л-Сити човек може да остави портфейла си без надзор или дома си незаключен, без да се бои от нищо… Удовлетворява ме наученото от Майка Луна. | “ |
Първоначалното заглавие на романа на Хайнлайн е „Месинговото оръдие“, но го заменя по искане на издателя.

## Награди и номинации
- Награда „Хюго“ за най-добър роман (1967 г.). Номинирана е и през 1966 г.
- Номинация за награда „Небюла“ за най-добър роман (1966 г.)
- Включен в класациите на „Локус“ за Топ 10 романа за всички времена под номер 8 (през 1975 г.), под номер 4 (през 1987 г.), под номер 2 (през 1998 г. за романи, публикувани преди 1990 г.)
- Носител на наградата на Залата на славата на Прометей (1983 г.).

## В България
„Луната е наставница сурова“ е издадена в България за първи път през 1995 г. от издателство „Аргус“, в превод на Владимир Зарков (ISBN 954-570-016-5), и е преиздадена през 2007 г. от издателство „Сиела“ (ISBN 978-954-28-0141-2).